# Launch Complex 39B
Launch Complex 39B (LC-39B) è la seconda rampa di lancio del Launch Complex 39 che si trova al Kennedy Space Center a Merritt Island, Florida. Il pad, insieme al Launch Complex 39A, furono progettati per il veicolo di lancio Saturn V, che all'epoca era il razzo più potente degli Stati Uniti. Inizialmente utilizzato dalla NASA per lanciare le missioni Apollo, e successivamente le missioni dello Space Shuttle.
Il pad è attualmente in fase di riconfigurazione per l'utilizzo dal razzo Space Launch System dell'agenzia, un veicolo di lancio derivato dallo Space Shuttle che verrà utilizzato nel programma Artemis e nelle successive campagne Moon to Mars. Il pad era stato anche affittato per essere utilizzato dalla NASA alla compagnia aerospaziale Northrop Grumman, per essere utilizzato come sito di lancio per il loro veicolo di lancio OmegA derivato dallo Shuttle, per voli di lancio nello spazio di sicurezza nazionale e lanci commerciali, prima che l'OmegA fosse cancellato.

## Storia

### Programma Apollo
Nel 1961, il presidente americano John Fitzgerald Kennedy propose al Congresso l'obiettivo di far sbarcare l'uomo sulla Luna entro la fine del decennio. L'approvazione del Congresso ha portato al lancio del programma Apollo, che ha richiesto una massiccia espansione delle operazioni della NASA, inclusa un'espansione delle operazioni di lancio da Cape Canaveral all'adiacente Merritt Island a nord e ovest.
Launch Complex 39B è stato progettato per gestire i lanci del razzo Saturn V, il veicolo di lancio più grande e potente, che avrebbe spinto la navicella Apollo sulla Luna. Il lancio inaugurale del Launch Complex 39B nel maggio 1969 fu anche quello dell'unico Saturn V lanciato dalla piattaforma; SA-505, utilizzato per lanciare la missione Apollo 10.
Dopo la missione Apollo 12 nel 1972, il Pad 39B è stato utilizzato per i lanci del Saturn IB. I lanciatori mobili sono stati quindi modificati per il razzo Saturn IB, aggiungendo al piedistallo di lancio una piattaforma di estensione a forma di "sgabello da latte", in modo che lo stadio superiore dell'S-IVB e i bracci oscillanti della navicella Apollo raggiungessero i loro obiettivi. Questi sono stati utilizzati per tre voli Skylab con equipaggio e l'Apollo-Soyuz, poiché le piattaforme 34 e 37 di Saturn IB a Cape Canaveral erano state dismesse.

### Space Shuttle
Con l'avvento del programma Space Shuttle nei primi anni '80, la struttura originale delle piattaforme di lancio fu rimodellata per le esigenze dello Space Shuttle. Il pad 39A ha ospitato tutti i lanci dello Space Shuttle fino al gennaio 1986, quando lo Space Shuttle Challenger sarebbe diventato il primo a lanciarsi dal pad 39B durante la sfortunata missione STS-51-L, che si concluse con il disastro del Challenger e la morte dell'intero equipaggio della missione un minuto dopo l'inizio del volo.
Il Launch Complex 39B ha ospitato 53 lanci dello Space Shuttle fino a dicembre 2006, quando il Discovery è stato lanciato dalla piattaforma per l'ultima volta durante la missione STS-116. I 18 voli rimanenti del programma furono lanciati dal pad 39A. Per supportare la missione finale dello Shuttle verso il telescopio spaziale Hubble della missione STS-125 lanciato dal pad 39A nel maggio 2009, Endeavour fu posizionato sul pad LC-39B per lanciare la missione di salvataggio STS-400 se si fosse resa necessaria.

### Programma Constellation
Il Launch Complex 39B sarebbe stato successivamente riconfigurato per i lanci dell'Ares I con equipaggio come parte del programma Constellation; la missione Ares IX ha lanciato un prototipo di Ares I dal pad LC-39B nell'ottobre 2009, prima dell'annullamento del programma l'anno successivo. Da allora, non si sono verificati lanci dal pad 39B.

### Programma Artemis
Il 16 novembre 2022, alle ore 06:47:44 UTC lo Space Launch System (SLS) è stato lanciato dal Complex 39B come parte della missione Artemis 1.

## Stato attuale
Dopo il volo di prova di Ares I-X nel 2009, la NASA ha rimosso la Flight Service Structure (FSS) dal pad 39B, riportando per la prima volta dal 1977 la posizione a un design "clean pad" (piattaforma pulita) simile a quella del programma Apollo. Questo approccio ha lo scopo di rendere la piattaforma disponibile a più tipi di veicoli che arriveranno alla piattaforma con le strutture di servizio poste sulla piattaforma di lancio mobile, invece di utilizzare strutture fisse sulla piattaforma. I serbatoi dei propellenti LH 2, LOX e i serbatoi dell'acqua utilizzati per il sistema di soppressione del suono sono le uniche strutture rimaste dall'era dello Space Shuttle.
Nel 2014, la NASA ha annunciato che avrebbe reso la LC-39B disponibile per gli utenti commerciali nei periodi in cui il pad non viene utilizzato per lo Space Launch System.
Successivamente la NASA concesse alla Orbital ATK di utilizzare la piattaforma LC-39B per il suo lanciatore OmegA. Nel 2018 però, la Northrop Grumman ha assorbito la Orbital ATK, cancellando poi nel settembre 2020 lo sviluppo di OmegA senza che fosse stato effettuato alcun lancio. La SLS rimarrà pertanto l'unico utilizzatore della piattaforma LC-39B nel prossimo futuro.
Al novembre 2022, la LC-39B gestisce le operazioni di lancio dello Space Launch System (SLS) come parte della prima fase di un progetto in cinque fasi. La seconda fase di questo progetto ha un budget di 89,2 milioni di dollari.